# Hamasaki Takuma
Takuma Hamasaki (浜崎 拓磨 Hamasaki Takuma, sinh ngày 17 tháng 2 năm 1993) là một cầu thủ bóng đá người Nhật Bản. Anh thi đấu cho Mito HollyHock.

## Sự nghiệp
Takuma Hamasaki gia nhập câu lạc bộ tại Giải bóng đá Nhật Bản FC Osaka năm 2015. Năm 2017, anh chuyển đến câu lạc bộ tại J2 League Mito HollyHock.

## Thống kê câu lạc bộ
Cập nhật đến ngày 22 tháng 2 năm 2018.
| Thành tích câu lạc bộ | Thành tích câu lạc bộ | Thành tích câu lạc bộ | Giải vô địch | Giải vô địch | Cúp                   | Cúp                   | Tổng cộng | Tổng cộng |
| Mùa giải              | Câu lạc bộ            | Giải vô địch          | Số trận      | Bàn thắng    | Số trận               | Bàn thắng             | Số trận   | Bàn thắng |
| Nhật Bản              | Nhật Bản              | Nhật Bản              | Giải vô địch | Giải vô địch | Cúp Hoàng đế Nhật Bản | Cúp Hoàng đế Nhật Bản | Tổng cộng | Tổng cộng |
| --------------------- | --------------------- | --------------------- | ------------ | ------------ | --------------------- | --------------------- | --------- | --------- |
| 2015                  | FC Osaka              | JFL                   | 16           | 0            | 0                     | 0                     | 16        | 0         |
| 2016                  | FC Osaka              | JFL                   | 27           | 0            | 0                     | 0                     | 27        | 0         |
| 2017                  | Mito HollyHock        | J2 League             | 19           | 0            | 0                     | 0                     | 19        | 0         |
| Tổng                  | Tổng                  | Tổng                  | 62           | 0            | 0                     | 0                     | 62        | 0         |